# Wandlitz
Wandlitz – gmina w Niemczech, w kraju związkowym Brandenburgia w powiecie Barnim, położona ok. 25 km od Berlina i ok. 15 km na wschód od Oranienburga. W 2008 liczyła 21 237 mieszkańców.
Nieopodal znajdowało się strzeżone osiedle kierownictwa NRD Waldsiedlung Wandlitz (1960–1989).

## Toponimia
Nazwa pochodzenia słowiańskiego, od połabskiego vandelice – dosłownie „ludzie mieszkający nad wodą” lub od vądolica – słowo oddające miejscowe pofałdowanie terenu.

## Części gminy

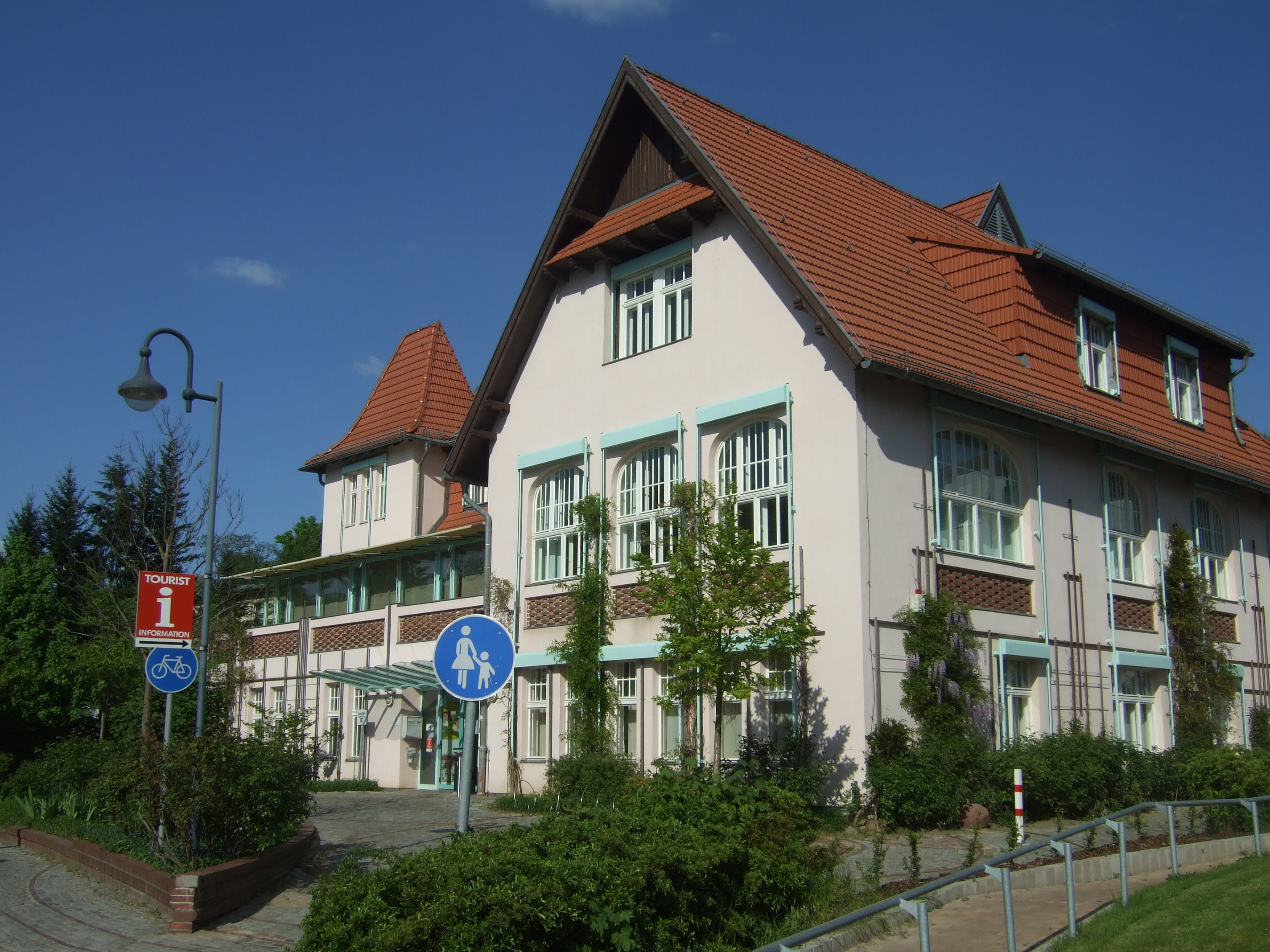
Ratusz w Wandlitz

- Basdorf
- Klosterfelde
- Lanke
- Prenden
- Schönerlinde
- Schönwalde
- Stolzenhagen
- Wandlitz
- Zerpenschleuse

## Współpraca
Miejscowości partnerskie:
- Gladbeck, Nadrenia Północna-Westfalia
- La Ferrière, Francja
- Trzebiatów, Polska
- Vöhl, Hesja (kontakty utrzymuje dzielnica Basdorf)